# Le Pâté
Le Pâté är en klippa i Guadeloupe (Frankrike). Den ligger i den södra delen av Guadeloupe, 17 km sydost om huvudstaden Basse-Terre. Le Pâté ligger 1 meter över havet.
Terrängen runt Le Pâté är varierad.  Närmaste större samhälle är Trois-Rivières, 11,7 km norr om Le Pâté. 